# Lester Bowie
Lester Bowie (født 11. oktober 1941 i Maryland, død 8. november 1999 i New York) var en amerikansk jazztrompetist og komponist.
Bowie var en af grundlæggerne af Art Ensemble of Chicago, et orkester han skulle komme til at spille med resten af sit liv. Han var også medlem af Jack DeJohnettes kvartet New Directions samt den moderne jazz gruppe The Leaders, med f.eks. Famoudou Don Moye og Arthur Blythe. 
Formede jazz nonetten Lester Bowie Brass Fantasy, som spillede en mere populær jazzpop stil, som indspillede numre af Michael Jackson, Whitney Houston og Spice Girls. 
Bowie må siges at høre til den moderne avantgarde jazz, men mestrede stort set alle jazzstilarterne fra traditioneljazz og op til den ultra moderne jazz. 
Han har ligeledes indspillet plader med egne ensembler i eget navn.